# Стефен Мучокі
Стефен «Стів» Мучокі (англ. Stephen "Steve" Muchoki; 23 грудня 1956) — кенійський боксер. Чемпіон світу (1978) та срібний призер чемпіонату світу з боксу серед любителів (1974) у ваговій категорії до 48 кг.

## Біографія
Народився 23 грудня 1956 року.
На першому чемпіонаті світу з боксу у 1974 році в Гавані здобув срібну медаль, поступившись у фінальному двобої кубінцю Хорхе Ернандесу.
За 4 роки, на II Чемпіонаті світу з боксу у 1978 році в Белграді з рахунком 4:1 переміг у фіналі того ж таки Хорхе Ернандеса й став чемпіоном світу у ваговій категорії до 48 кг.
У 1976 році у складі делегації Кенії прибув у Монреаль для участі в літніх Олімпійських іграх, проте на ринг так і не вийшов через бойкот змагань африканськими країнами.
Двічі, у 1974 в Крайстчерчі та у 1978 в Едмонтоні ставав чемпіоном Ігор Співдружності.
1978 року, поступившись у фіналі Френсісу Мусанкабала (Замбія), зайняв друге місце на Всеафриканських іграх.
У 1979 році емігрував до Данії, де виступав на професійному ринзі. Провів 19 поєдинків, з яких у 14 отримав перемогу, 4 поразки та 1 нічия.
Мешкає у Копенгагені, Данія.

## Професійна кар'єра
11 жовтня 1979 року дебютував на професійному ринзі. Після 6 переможних боїв у жовтні 1980 року виборов титул чемпіона Британської Співдружності, перемігши Рея Аму.
У 1982 році змагався за титут чемпіона світу за версією WBA, проте у 13 раунді технічним нокаутом поступився аргентинцеві Сантосу Ласіару.
2 жовтня 1983 року у поєдинку за звання чемпіона Африканського боксерського союзу (ABU) за очками переміг Флайвела Боту.
7 лютого 1988 року провів останній свій бій, поступившись Флайвелу Боті у поєдинку за вакантний титул чемпіона Центрально-Східної Африканської професійної боксерської федерації.

## Цікавий факт
До літніх Олімпійських ігор 1976 року в Монреалі пошта Кенії випустила набір поштових марок із зображеннями спортсменів. На маркі, присвяченій боксу, номіналом у 2 шилінги, зображений портрет Стефена Мучокі.